# 马若尔维埃拉
马若尔维埃拉是巴西圣卡塔琳娜州的一个市镇。总面积525.988平方公里，总人口6596人，人口密度12.5人/平方公里。